# Ronshausen
Ronshausen est une municipalité allemande située dans le land de la Hesse et l'arrondissement de Hersfeld-Rotenburg.